# Robby Ginepri
Robby Ginepri (Fort Lauderdale, 7 de Outubro de 1982) é um ex-tenista profissional norte-americano.
Ginepri é filho de pai luxemburguês, no entanto representa os Estados Unidos, em 2001 começou a carreira, e em 2003 chegou ao primeiro título ATP, em Newport, no mesmo ano foi vice em duplas em Indianápolis, ao lado de Diego Ayala, o tenista fez um bom ano em 2004, mas em 2005 chegou no auge, ao ganhar o ATP de Indianápolis, ao derrubar Taylor Dent, e no US Open de 2005, chegar na semifinal, perdendo para Andre Agassi. Robby Ginepri também ja teve um relacionamento com a atriz Minnie Driver.

## Conquistas

### Simples
- 2003 ATP de Newport[vago], Estados Unidos
- 2005 ATP de Indianápolis, Estados Unidos